# Mikroregion Formiga

Mikroregion Formiga

Mikroregion Formiga – mikroregion w brazylijskim stanie Minas Gerais należący do mezoregionu Oeste de Minas.

## Gminy
- Arcos
- Camacho
- Córrego Fundo
- Formiga
- Itapecerica
- Pains
- Pedra do Indaiá
- Pimenta